# Филм Дом анђела Куманица
Куманица је српски документарни филм из 2016. године.

## Радња
Документарно истраживачки филм који се бави феноменом култног Немањићког манастира Куманица у Полимљу, у којем се трага за идентитетом пронађених моштију.  Приликом археолошких истраживачких радова непосредно пре обнове манастира 1999. у олтару цркве пронађен је средњовековни саркофаг у којем су биле мошти канонски сложене. И данас ми не знамо чије су мошти. Да нису можда управо овде похрањене мошти једног од наших највећих светитеља? Основна идеја је да се кроз истраживачки рад постави питање идентитета пронађених моштију и ослика вишевековни култ манастира Куманице.Вишеструко награђивано дело, које је настало као дипломски-мастер рад на Факултету драмских уметности у Београду под менторством професора Горана Пековића, а које се препознало као капитално дело редитељке Бранке Бешевић Гајић. Дом анђела је истраживачки филм којим се родио нови жанр на овим просторима и који је препознат од стране најеминетнијих професора са Факултета драмских уметности као пионирски подухват и који је ушао у историју ФДУ-а као најбољи дипломски рад којим се родио нови жанр. Дом анђела је филм који је награђиван најпрестижнијим наградама стручног жирија по филмским фестивалима по васцелом свету. Дом анђела се бави феноменом култног немањићког манастира у Полимљу и представља непознате историјске чињенице значајне за Српску православну цркву. Ово је филм у којем се трага за идентитетом пронађених моштију у манастиру Куманица.  Приликом археолошких истраживачких радова непосредно пре обнове манастира 1999. године у време када смо били бомбардовани, у олтару цркве пронађен је средњовековни саркофаг у којем су биле мошти канонски сложене. Да нису баш овде похрањене мошти српског најзначајнијег светитеља? Филм је такође награђен и признањем еминентних чланова САНУ. 
У филму учествују: Епископ будимљанско никшићки Јоаникије, глумица Љиљана Благојевић, директор музеја у Пријепољу, игуман манастира Отац Николај, јеромонах Николај, антрополог Живко Микић, релевантни историчари из САНУ, археолози и многи други.